# Giacomo Grillo
Giacomo Grillo (Genova, 4 dicembre 1830 – Roma, 2 febbraio 1895) è stato un banchiere italiano.

## Biografia
Figlio di Agostino, medico, nacque in Stradone Sant'Agostino da una famiglia di condizioni economiche modeste. Il padre, sposatosi due volte, ebbe 9 figli e morì di colera nel 1835. Giacomo viene ospitato nel convitto del convento delle Grazie. Trova lavoro presso lo studio di un notaio, poi al Banco Parodi e infine è assunto alla Banca Nazionale.
Si occupa insieme a Carlo Bombrini dell'espansione territoriale dell'Istituto, che serviva anche a unificare le monete: a quel tempo infatti circolavano cinque tipi diversi di banconote, emesse oltre che dalla Banca Nazionale anche dal Banco di Napoli, dal Banco di Sicilia, dalla Banca Nazionale Toscana e dalla Banca Toscana di Credito.
Grillo si è anche occupato del trasferimento della Banca Nazionale nel Regno d'Italia prima a Firenze e poi a Roma, nel novembre 1873. Nel 1883 dà inizio ai lavori per costruire la sede della Banca, l'attuale palazzo Koch, che prende il nome del progettista Gaetano Koch. In precedenza la Banca aveva sede nei pressi di piazza Argentina.
È stato Governatore della Banca Nazionale nel Regno d'Italia dal 21 marzo 1882 al 1893 e Direttore Generale della Banca d'Italia dal 1893 al 1894.